# Neuvizy
Neuvizy – miejscowość i gmina we Francji, w regionie Grand Est, w departamencie Ardeny.
Według danych na rok 1990 gminę zamieszkiwało 118 osób, a gęstość zaludnienia wynosiła 14 osób/km².

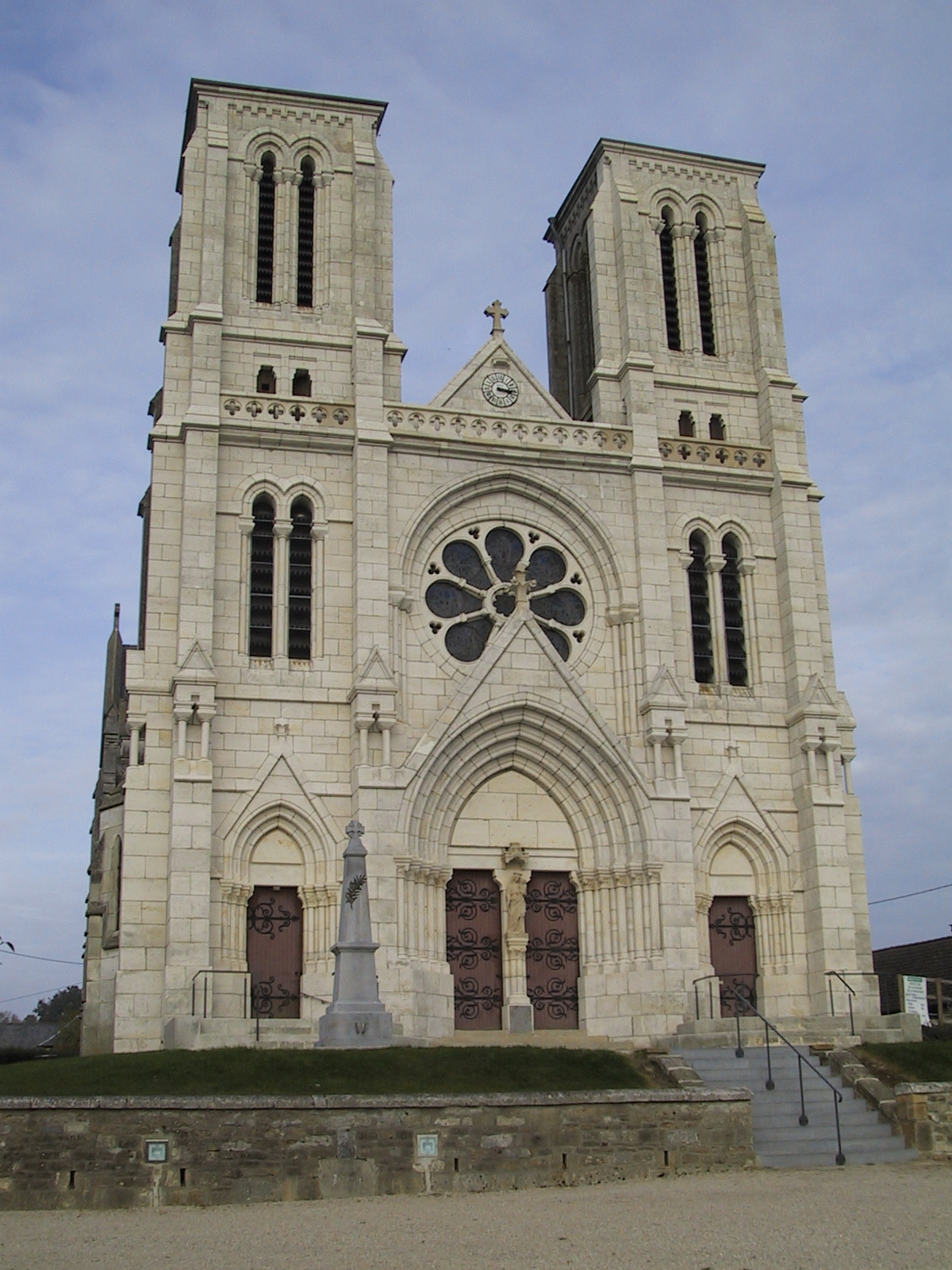
Kościół Notre-Dame de Bon Secours w Neuvizy, 2009